# مشروع معلق
بدأت قناة الجزيرة     الرياضية  في تنفيذ مشروعها الذي قررت انطلاقه مع العام الجديد، حيث بدأت بث موادها الدعائية الخاصة بالمشروع من خلال إنتاج برنامج جديد تحت عنوان «مشروع معلق».
تأتي فكرة «مشروع معلق» بهدف إعطاء الفرصة للشباب العربي الذي يهوى التعليق الرياضي على مباريات كرة القدم، ويرغب في احترافه أن يتمكن من الخضوع للاختبارات، والتدريبات ويخوض التجربة أمام الملأ لإثبات موهبته.
غير أن القناة تهدف إلى التوسع في تقديم خدماتها الرياضية وتغطية الفعاليات الرياضية المحلية والعربية والإقليمية والدولية، وقد وجد البرنامج صدى كبير في أنحاء الوطن العربي بمجرد الإعلان عنه حيث تقدم أكثر من 5000 مشارك من مشاهدي قناة الجزيرة للدخول في منافسات البرنامج.
على أن يتم اختيار المتقدمين من خلال استدعائهم من بلدانهم للمشاركة وتأتي المرحلة الثانية من خلال تقييمهم وتصفيتهم وصولاً إلى الأفضل بينهم، وسيحصل الفائزون على مكافآت تشجيعية، لكن أكبرها ستكون للفائز الأول إضافة إلى أن من يحقق علامة تفوق 90% من المتنافسين النهائيين سيحصل على فرصة التعيين كمعلق رياضي في قناة الجزيرة الرياضية.
كما سيتم تشكيل لجنة خاصة تتولى الاستماع للتعليقات المسجلة، ليتم اختيار أفضل 100 نموذج منها، يتم تأهيل أصحابها للمشاركة في البرنامج، وستقوم القناة بتشكيل مجموعة تدريب من معلقي القناة وغيرهم من الخبراء، لتدريب المشاركين في الأيام التي تسبق بث حلقاتهم وتتم دعوة 10 من المعلقين الهواة المختارين ومن مختلف الجنسيات العربية للمشاركة في الحلقة الواحدة.
وتقوم القناة باختيار المشاركين في مسابقة البرنامج من خلال خدمة تساعد الاشتراك في المسابقة ببث الإعلان عن البرنامج وأرقام وعناوين تسجيل المشاركة فيه أو من خلال الاتصال الهاتفي والتسجيل الصوتي ومن خلال رسالة بريدية متضمنة لشريط كاسيت لنموذج التعليق الشخصي عن طريق موقع إلكتروني على شبكة الإنترنت مع التسجيل في ملف صوتي.
ويتم التحدث مع كل معلق من قبل المذيع، ثم إعطاؤه فرصة التعليق على لقطات من مباراة مختارة لعدة دقائق مع إعطائه رقماً مقترناً باسمه وبلده وتوضع النقاط وفقا لمعايير الصوت والحضور، اللغة والأداء، الذكاء وسرعة البديهة، الثقافة والمعلومات وأسلوب التعليق وفي نهاية الحلقة يفتح المجال أمام الجمهور للتصويت الهاتفي باختيار الاثنين الأفضل في الحلقة، ويتم إعلان اسميهما في الحلقة التالية، مع علامتهما من 100، والتي تستند بواقع 50% على رأي اللجنة، و50% على تصويت الجمهور.
وحول شكل البرنامج وعدد حلقاته قال جادة يقع البرنامج في 15 حلقة، تبث مباشرة على الهواء، وتستمر المرحلة الأولى 10 حلقات، يتم تأهيل 20 مشاركاً منها للمرحلة الثانية، أما المرحلة الثانية فتتكون من حلقتين يشارك في كل منهما 10 متأهلين من المرحلة الأولى، ثم تأتي المرحلة الثالثة من خلال الحلقة "13" ويشارك فيها المتأهلون الثمانية من المرحلة الثانية، وبنفس الطريقة تتم تصفيتهم إلي 4 ليصلوا إلى المرحلة الرابعة التي تتكون من حلقة واحدة الحلقة "14" ويشارك فيها المتأهلون الأربعة من المرحلة الثالثة، وبنفس الطريقة تتم تصفيتهم إلى 2 فقط يتأهلون للمرحلة الخامسة والنهائية.
وعندما يصل المتأهلان الأفضل للمرحلة الخامسة يتم الإعلان عن الفائز من بينهما في الحلقة الأخيرة ليكون الفائز بجائزة مشروع معلق هو المعلق المنتظر في قناة الجزيرة.